# Kaokoveld-Schlankmanguste
Die Kaokoveld-Schlankmanguste (Herpestes flavescens, Syn.: Galerella flavescens), auch Kaokoveld-Schlankichneumon oder Schwarze Schlankmanguste ist eine Raubtierart aus der Familie der Mangusten (Herpestidae). Man findet sie in den Trockengebieten des südwestlichen Afrika. Hier liegt auch die Region, der sie ihren Namen verdankt, das Kaokoveld. Früher wurde die Kaokoveld-Schlankmanguste entweder als Unterart der Schlankmanguste oder der Kapmanguste betrachtet. Heute gilt sie als eigenständige Art.

## Merkmale
Die Kaokoveld-Schlankmanguste ist eine relativ kleine Manguste mit schlankem Körperbau und gleicht der verwandten Schlankmanguste. Auch im Körpergewicht sind beide Arten ähnlich. Die Kopfrumpflänge beträgt 31–35,5 cm, wobei Männchen etwas größer sind.  Der Schwanz ist etwa so lang wie der übrige Körper.  Die Färbung ist recht variabel und reicht von rötlich oder gelblich bis dunkelbraun oder schwarz. Der Schädel ist mit einer Länge von 63 bis 68 cm größer als der der Schlankmanguste aber kleiner als der der Kapmanguste. Im Freiland kann die Kaokoveld-Schlankmanguste mit der Kapmanguste verwechselt werden, deren Verbreitungsgebiet teilweise überlappt.

## Verbreitung und Lebensraum

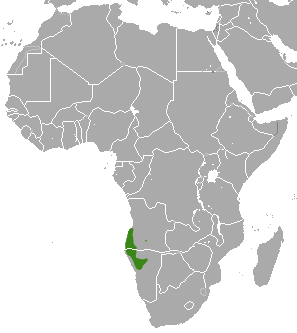
Verbreitungsgebiet der Kaokoveld-Schlankmanguste

Die Somali-Manguste ist auf das südwestliche Afrika beschränkt, wo sie Trockengebiete in Nordwest-Namibia und Südwest-Angola bewohnt. Sie besiedelt aride Lebensräume mit nicht zu dichten Bewuchs, wobei sie allerdings echte Wüsten meidet.

## Lebensweise
Die Kaokoveld-Schlankmanguste ernährt sich in erster Linie von Kleinsäugern, Vögeln, Reptilien und Insekten. Daneben frisst sie auch die Maden aus Tierkadavern und fleischige Früchte. Die Art scheint vorwiegend tagaktiv zu sein. Meist sieht man diese Mangusten einzeln, seltener in Gruppen von zwei bis drei Tieren. Im näheren Umkreis größeren Kadavern wurden allerdings zuweilen auch schon bis zu fünf Tiere gesichtet. Hier gehen die Tiere zuweilen aggressiv gegeneinander vor. Über die Größe der Streifgebiete ist kaum etwas bekannt. Ein Männchen, das in den Erongo-Bergen in Namibia mit einem Radiosender markiert wurde, bewegte sich in einem Areal von 145 ha.

## Gefährdungssituation
Die IUCN stuft die Somali-Manguste in der Roten Liste gefährdeter Arten als nicht gefährdet (Least Concern) ein. Trotz ihres beschränkten Verbreitungsgebietes und ihrer Anpassung an bestimmte Lebensraumtypen, ist die Art lokal recht häufig. Auch kommt sie in einigen Schutzgebieten, wie dem Etosha-Nationalpark und dem Skelettküsten-Nationalpark vor.

## Systematik
Die Taxonomie der Art ist komplex und hat eine verwickelte Geschichte. Bereits im Jahr 1928 wurde die Kaokoveld-Schlankmanguste erstmals als eigene Art anhand von Tieren aus dem Kaokoveld unter dem Namen Myonax nigratus beschrieben. Zwischenzeitlich wurde sie als Unterart der Kapmanguste aufgefasst. Bereits vorher, im Jahr 1889 wurde allerdings eine ähnliche Form flavescens aus Angola als Unterart der Schlankmanguste beschrieben. Heute werden beide Formen (nigrata und flavescens) zusammengefasst und als eigenständige Art betrachtet. Daher hat der ältere Name flavescens Priorität.  Zwei weitere ungesicherte Unterarten der Kapmanguste (annulata und shortridgei) werden ebenfalls zur Art der Kaokoveld-Schlankmanguste gerechnet. Tiere der Form shortridgei sind kastanienfarben bis gelblich während die der Form nigrata dunkelbraun bis schwarz sind. Die dunklen Exemplare scheinen bevorzugt im Bereich dunkler Granitfelsen vorzukommen.